# Verbandsgemeinde Daaden
La comunità amministrativa di Daaden (Verbandsgemeinde Daaden)  era una comunità amministrativa della Renania-Palatinato, in Germania.
Faceva parte del circondario di Altenkirchen (Westerwald).
A partire dal 1º luglio 2014 è stata unita alla città di Herdorf per costituire la nuova comunità amministrativa Daaden-Herdorf.

## Suddivisione
Comprendeva 9 comuni:
1. Daaden
2. Derschen
3. Emmerzhausen
4. Friedewald
5. Mauden
6. Niederdreisbach
7. Nisterberg
8. Schutzbach
9. Weitefeld

Il capoluogo era Daaden.